# جائزة أستراليا الكبرى للدراجات النارية 1993
جائزة أستراليا الكبرى للدراجات النارية 1993 هو سباق دراجات نارية أقيم بتاريخ 28 مارس 1993. كان الجولة الأولى من أصل 14 في سباق الجائزة الكبرى للدراجات النارية موسم 1993. فاز الأمريكي كيفن شوانتز بفئة 500 سي سي بينما جاء الأمريكي وين ريني في المركز الثاني وحصل على المركز الثالث الأمريكي دوغ تشاندلر.

## وصلات خارجية
- الموقع الرسمي